# Tapinopa hentzi
Tapinopa hentzi is een spinnensoort in de taxonomische indeling van de hangmatspinnen (Linyphiidae).
Het dier behoort tot het geslacht Tapinopa. De wetenschappelijke naam van de soort werd voor het eerst geldig gepubliceerd in 1951 door Willis J. Gertsch.